# Мальва (гандбольний клуб)
«Ма́льва» — жіночий гандбольний клуб з Черкас. Існував у 1993—1998 роках. Найбільше досягнення — перше місце в класі Б вищої ліги чемпіонату України 1998 року та завоювання права на виступ у класі А. Однак того самого року команда припинила існування через відсутність фінансування.
«Мальву» створило подружжя тренерів Олександр і Людмила Фролови на базі вихованок ДЮСШ № 1 (Черкаси) та факультету фізичного виховання Черкаського педагогічного інституту. Команду заявили на першу лігу.
Після першого ж сезону існування (1993/94) команда виборола право підвищитися в класі, однак не вдалося знайти кошти для участі у вищій лізі, тому «Мальва» продовжила змагатися в першій.
Серед найвідоміших гравців: Олена Резнір, Жанна Посмик, Л. Аркушенко, В. Курінна.